# 坂本友雄
坂本 友雄（さかもと ともお、1924年（大正13年）12月16日 - 2013年（平成25年）1月20日）は、昭和から平成時代前期の政治家。埼玉県久喜市長。久喜市名誉市民。

## 経歴
埼玉県南埼玉郡久喜町（現久喜市）出身。1942年 (昭和17年) 3月、埼玉県立粕壁中学校(現在の埼玉県立春日部高等学校)を卒業。久喜市助役を経て、1981年（昭和56年）9月、久喜市長に当選。4期16年務めた。久喜駅西口再開発事業、各都市計画道路の整備促進、公共下水道・農業集落排水事業などに尽力した。1998年（平成10年）3月、久喜市名誉市民に推挙された。
2013年（平成25年）1月20日、多臓器不全のため死去した。